# Nectaropetalum
Nectaropetalum es un género  de plantas fanerógamas perteneciente a la familia Erythroxylaceae.  Comprende 2 especies descritas.

## Taxonomía
El género fue descrito por Adolf Engler  y publicado en Botanische Jahrbücher für Systematik, Pflanzengeschichte und Pflanzengeographie 32: 109. 1902. La especie tipo es: Nectaropetalum carvalhoi Engl. 	

## Especies aceptadas
A continuación se brinda un listado de las especies del género Nectaropetalum aceptadas hasta marzo de 2014, ordenadas alfabéticamente. Para cada una se indica el nombre binomial seguido del autor, abreviado según las convenciones y usos. 
- Nectaropetalum kaessneri Benth.
- Nectaropetalum zuluense (Schönland) Corbishley